# Etjosuchus
Etjosuchus — вимерлий рід лоріканових архозаврів з тріасу Намібії. Він відомий з одного виду, Etjosuchus recurvidens, який базується на частковому скелеті формації Омінгонде ладінського або карнійського віку.